# 彦左と一心太助
『彦左と一心太助』（ひこざといっしんたすけ）は、1969年11月3日から1970年10月26日までTBS系列の『ブラザー劇場』枠で放送されていた時代劇である。全52話。TBSと東映の共同製作。

## 概要
三河の田舎から出てきた一心太助が大久保彦左衛門と出会い、彼への手助けで悪を懲らしめていく様を描いた作品。
主人公の太助を演じていたのは歌手の山田太郎で、将軍徳川家光も二役で演じていた。また山田は、主題歌「男！一心太助」の歌唱も担当した。

## キャスト
- 一心太助/徳川家光：山田太郎
- 大久保彦左衛門：進藤英太郎[2]
- 小野恵子[2]
- 梅津栄
- 高松英郎
- 高品格

ほか

## スタッフ
- ナレーター：泉田行夫
- 脚本：小野竜之助、市川森一[1]
- 監督：松村昌治、山際永三、井沢雅彦、山崎大助、田坂勝彦[1]
- 擬斗：近江雄二郎（東映剣会）
- 音楽：菊池俊輔[1]
- プロデューサー：平山亨、渡部健作、橋本洋二[1]
- 制作：TBS、東映

## 主題歌
- 「男一心太助」（歌：山田太郎）
  - 作詞：山口あかり、作曲・編曲：赤坂通

## 参考資料
- テレビドラマデータベース[どれ?]